# غلوريا هندري
غلوريا هندري (بالإنجليزية: Gloria Hendry)‏ هي عارضة وممثلة أمريكية، ولدت في 3 مارس 1949 بوينتر هافن في الولايات المتحدة.

## أعمال

### أفلام
- (1973) عش ودعهم يموتون

## وصلات خارجية
- غلوريا هندري على موقع IMDb (الإنجليزية)
- غلوريا هندري على موقع أول موفي (الإنجليزية)
- غلوريا هندري على موقع قاعدة بيانات الفيلم (الإنجليزية)